# Llamàntol americà
El llamàntol americà (Homarus americanus) és una espècie de crustaci decàpode de la família Nephropidae, que es troba a les costes de l'oceà Atlàntic d'Amèrica del Nord. En ser més abundant que el llamàntol europeu (Homarus gammarus) és més econòmic i és l'espècie de llamàntol més consumida també a Europa.

## Característiques
Normalment fan de 2 a 61 cm de llargada (fins a un màxim d'1 metre) i un pes de 0,5 a 4 kg (amb un màxim de 20 kg o més) essent el crustaci marí més pesant del món. El seu color és vermellós diferenciant-se del color negre blavós de l'espècie europea.

## Història natural
Prospera en aigües fredes i superficials que tinguin moltes roques i lloc per amagar-se dels seus depredadors, com per exemple el bacallà. És d'hàbits nocturns. S'alimenta de peixos, petits crustacis i mol·luscs.

## Distribució
La seva distribució és tan al sud com Carolina del Nord, però s'associa més amb les aigües més fredes del Canadà, Terranova i Labrador, Maine, Massachusetts, Rhode Island i Nou Hampshire.